# Surba
Surba – miejscowość i gmina we Francji, w regionie Oksytania, w departamencie Ariège.
Według danych na rok 2010 gminę zamieszkiwało 357 osób, a gęstość zaludnienia wynosiła 168 osoby/km².